# بخش برن (شهرستان فیرفیلد، اوهایو)
بخش برن (به انگلیسی: Berne Township) یک منطقهٔ مسکونی در ایالات متحده آمریکا است که در شهرستان فیرفیلد، اوهایو واقع شده‌است.
 بخش برن ۱۱۴٫۹ کیلومتر مربع مساحت و ۵٬۰۸۸ نفر جمعیت دارد و ۲۳۸ متر بالاتر از سطح دریا واقع شده‌است.